# Gautam Vig
Gautam Singh Vig (New Delhi, 27 settembre 1987) è un attore indiano.

## Biografia
Vig è nato il 27 settembre 1987 a New Delhi, India.

## Filmografia

### Cinema
- Flat 211 (2017)
- Haale Dil on Broken Notes (2021)
- Hukus Bukus (2023)

### Televisione
- Naamkarann (2017-2018)
- Ishq Subhan Allah (2018–2019)
- Tantra (2018–2019)
- Pinjara Khubsurti Ka (2020)
- MTV Nishedh (2020)
- Agni Vayu (2021)
- Hai Taubba (2021)
- Saath Nibhaana Saathiya 2 (2022)
- Bigg Boss 16 (2022)
- Junooniyatt (2023)
- Dalchini (2024)
- Lekar Hum Deewana Dil (2024)
- The Socho Project (TBA)

### Video musicali
- Dooriyan (2023)
- Bewafa Se Pyaar Kiya (2023)
- Ishq Hua Hai Tumse (2024)
- Laage Na Jiya (2024)
- Haule Haule (2024)